# Kanton Saint-Pierre-des-Corps
Saint-Pierre-des-Corps is een kanton van het Franse departement Indre-et-Loire. Het kanton maakt deel uit van het arrondissement Tours.
Het kanton omvatte tot 2014 uitsluitend de gemeente Saint-Pierre-des-Corps.
Bij de herindeling van de kantons door het decreet van 18 februari 2014
, 
met uitwerking op 22 maart 2015, werd daar de gemeente Saint-Avertin
aan toegevoegd, die op zichzelf het opgeheven kanton Saint-Avertin vormde.